# 로메인상추
로메인상추(영어: Romaine lettuce 로메인 레터스[*])는 상추의 재배품종이며, 학명은 Lactuca sativa var. longifolia이다. 로마인들이 대중적으로 즐겨 먹던 상추라 하여 ‘로메인’이란 이름이 붙여졌다. 샌드위치나 시저 샐러드 등을 만들 때 자주 쓰인다. 일반 상추보다 쓴맛이 덜하고 특유의 고소한 맛과 아삭한 식감이 있어, 자르지 않고 포기째 드레싱과 함께 먹기도 한다.

## 영양
- 100g당 비타민C 일일 권장 섭취량의 45%가 함유되어 있다.
- 수분(90.6%)뿐 아니라 탄수화물(6.4%)과 단백질, 지질, 각종 비타민, 그리고 칼슘과 칼륨, 인 등의 무기질이 함유되어 있다.

## 같이 보기
- 양상추